# Sachsen (Schiff, 1929)
Die Sachsen war ein Robbenfangschiff, das im Zweiten Weltkrieg von der deutschen Kriegsmarine als Wetterbeobachtungsschiff eingesetzt wurde. Es wurde 1942 in Hermann umbenannt und sank 1943 in der Arktis.

## Robbenfangschiff
Das Schiff lief im Juni 1929 bei der Schiffbau-Gesellschaft „Unterweser“ in Wesermünde mit dem Namen J. F. Schröder vom Stapel. Es war 42,71 m lang (zwischen den Loten) und 7,44 m breit, hatte eine Seitenhöhe von 3,81 m und war mit 284 BRT vermessen. Die Tragfähigkeit betrug 780 t. Ein Sechszylinder-Viertakt-Dieselmotor von MAN mit 490 PS trieb einen Festpropeller.
Das Schiff fuhr unter dem hamburgischen Fischereikennzeichen HC 214 für die „Nordsee“ Deutsche Hochseefischerei vom Heimathafen Cuxhaven. 1933 wurde es in Sachsen umbenannt.

## Wetterbeobachtungsschiff
Das Schiff wurde am 22. Mai 1940 von der Kriegsmarine übernommen, entsprechend umgebaut und als Wetterbeobachtungsschiff 1 (WBS 1) in Dienst gestellt.
Die erste Reise führte die Sachsen vom 18. September bis 23. November 1940 unter dem Kommando von Kapitän Otto Kraul von Nordnorwegen bis in den Westausgang der Dänemarkstraße.
Die zweite Fahrt führte die Sachsen im Frühjahr und Sommer 1941 für 86 Tage in das Gebiet um Jan Mayen. Kapitän war wiederum Otto Kraul, die meteorologische Leitung hatte Rupert Holzapfel.
Im September 1941 war die Sachsen gemeinsam mit der Fritz Homann am Unternehmen Knospe beteiligt, der Einrichtung einer Wetterstation auf Nordwest-Spitzbergen. In Koordination mit dem Marinewaffen- und Ausrüstungsbetrieb Hamburg entsandte das Marinegruppenkommando Nord am 26. September 1941 die beiden Wetterbeobachtungsschiffe aus Kiel in Richtung Spitzbergen, beladen mit Funkanlagen, Stromaggregaten, Schlitten, Bauholz, wissenschaftlicher Ausrüstung und Personal. Die Schiffe trafen nach einem Zwischenstopp in Tromsø vom 10. bis zum 12. Oktober, am 15. Oktober 1941 am geplanten Stützpunkt in der Bucht Signehamna an der Westseite des Lilliehöökfjords ein. Die Station war am 29. Oktober voll einsatzbereit. Bei einer Erkundungsfahrt mit der Sachsen entlang der Küste entdeckte Kommandant Knoespel zwei verlassene Wetterstationen, die augenscheinlich in aller Eile geräumt worden waren. Am 15. November gingen die beiden Schiffe schließlich auf die Rückfahrt, um nicht im Eis eingeschlossen zu werden.
1942 wurde die Sachsen unter dem neuen Namen Hermann im Rahmen des Unternehmens Holzauge ab dem 12. August 1942 eingesetzt. Sie landete mit einer Wehrmachtseinheit unter dem Kommando des Leutnants zur See Hermann Ritter (1891–1968) sowie einer Gruppe Meteorologen unter der Leitung von Gottfried Weiss, zusammen 17 Mann, in Ostgrönland. Die durch Eis stark beschädigte Hermann wurde am 17. März 1943 (andere Quellen: Juni 1943) in der Hansa-Bucht der Sabine-Insel durch ihre Besatzung selbstversenkt.